# 19700 Teitelbaum
19700 Teitelbaum è un asteroide della fascia principale. Scoperto nel 1999, presenta un'orbita caratterizzata da un semiasse maggiore pari a 2,6231924 UA e da un'eccentricità di 0,1696139, inclinata di 12,67485° rispetto all'eclittica.